# Прапор Данії
Державний прапор Данії — дан. Dannebrog — пофарбований в червоний колір, перетинається білим скандинавським хрестом.
Дизайн цього хреста пізніше використовували й інші скандинавські країни: Норвегія, Швеція, Фінляндія та Ісландія. Під час існування єдиної Норвезько-Данської держави цей прапор був також державним прапором Норвегії аж до 1821 року, коли Норвегія затвердила свій власний.
Данський прапор вважається одним із найстаріших в Європі. Його історія сягає 15 століття.
Існує наступна історія про появу цього прапора: Даннеброґ спускається на землю під час битви при Ліданісі (дан. Lyndanisse, рос. Коливань, сучасна назва — Таллінн) 15 червня 1219 року. Цього року під ідеєю допомоги німецьким колоністам у Балтії та з благословення Папи Римського військо данського короля Вальдемара II, прозваного пізніше Переможцем, висадилося недалеко від Ліданіса та, захопивши містечко, розмістилося біля пагорба Тоомпеа.
15 червня 1219 року естонські загони напали на данське військо на чолі з королем та єпископами. Атака естів була настільки неочікуваною, що частина данських загонів почала відступ. Тоді єпископи піднялися на вершину пагорба й звернулися до Господа з закликом допомогти. Раптом з небес спустилося велике червоне полотно з рівним білим хрестом — Даннеброґ. Впевнені у Божому знаменії Данці піднялися духом та перемогли язичників.
День перемоги у битві при Ліданісі, відомій також під назвою Битва Вальдемара, став відзначатися як день народження Даннеброґа.
Кожного літа у Саду данського короля у Таллінні (Естонія) проходить свято на честь Даннеброґа, яке має великий успіхом у туристів з Данії. За легендою залізний лицар у саду вказує те місце, де прапор спустився на землю.
Але крім даної історії є ще теорія про походження прапора Данії, багато вчених-істориків вважають, що ідея прапора була позичена: червоне полотнище з білим хрестом було на початку нового часу військовим прапором німецького імператора.

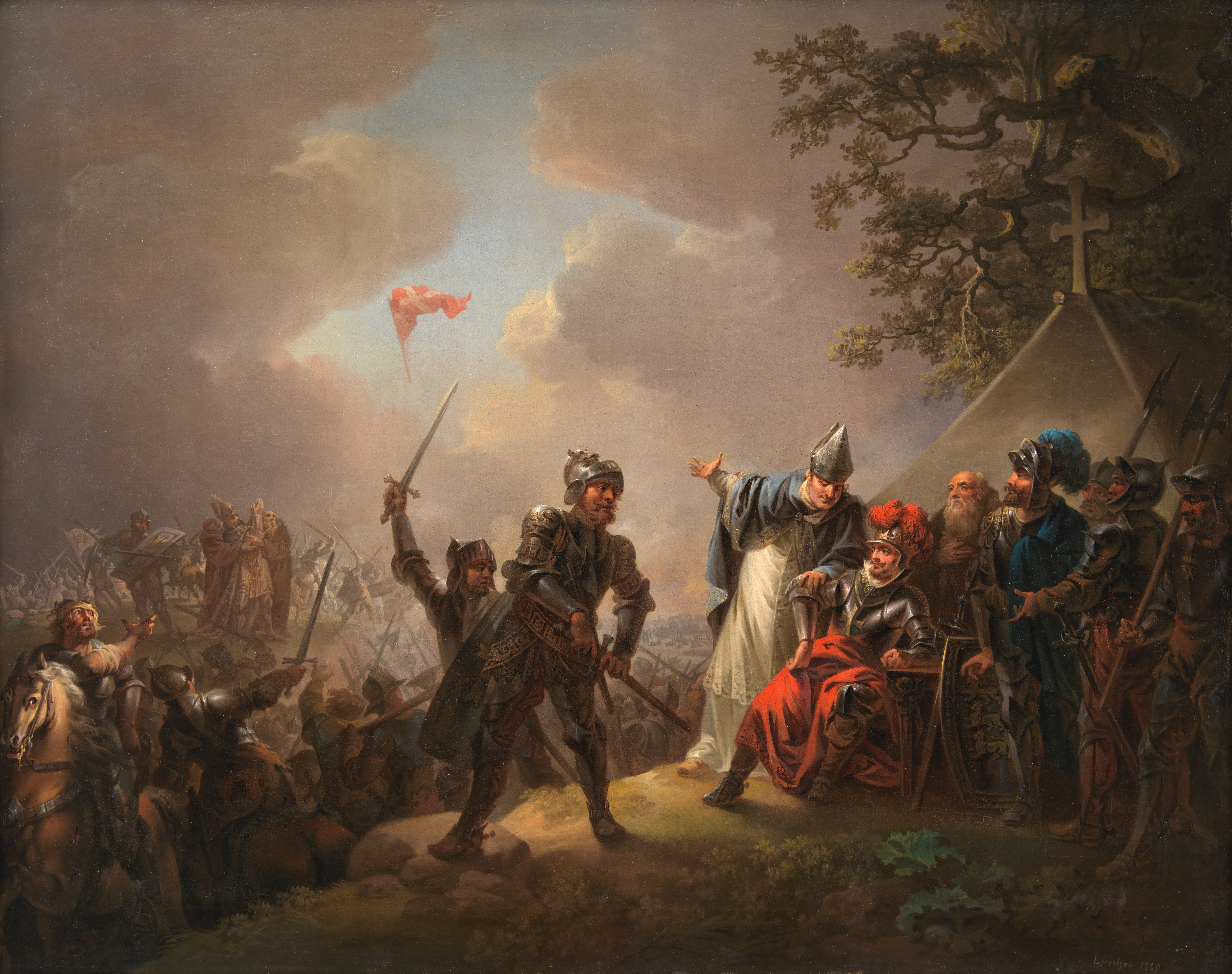
Даннеброґ спускається на землю під час битви при Ліданіссі 15 червня 1219 року. Художник Хрістіян Август Лорентсен, 1809 рік. Оригінал зберігається у Державному музеї мистецтв, Копенгаґен, Данія

## Конструкція прапора
|                     |
| Конструкція прапора |